# Ferences rend
A ferences rend  vagy más néven ferencesek, régebbi nevén franciskánusok (latin: franciscani) egy római katolikus szerzetesrend; koldulórend, melyet Assisi Szent Ferenc alapított 1209-ben.
Első rendjének neve latinul: Ordo Fratrum Minorum (Kisebb Testvérek Rendje).
Nagy hatással volt az európai késő középkor szellemére, sok teológus és filozófus került ki a rendből és gyorsan elterjedt Európában. A domonkosok mellett ők is részt vettek az inkvizícióban, az eretnekek kinyomozásában és elítélésében, különösen Itáliában, Franciaországban és a Német-római Birodalomban.

## Történelem

### Középkor

#### Kezdetek
Ferenc 1209-ben elhatározta, hogy apostoli szegénységben folytatja életét. Durva csuhában és mezítláb, elkezdett a megtérésről prédikálni. Hamarosan többen csatlakoztak hozzá. Első 12 követőjével járták Itáliát és prédikáltak.
A rend 1209-ben szóban III. Ince pápától, majd 1223-ban írásban nyert megerősítést III. Honoriusz pápától. Az új rend, amely szigorú szabályai folytán nagy hatással volt a kor szellemére, óriási arányokban terjedt az ismert világrészekben.
A ferencesekhez 1217-ben már mintegy ötezer "testvér" tartozott, s Ferenc hozzáfogott egy regula megírásához (→ ferences regula). Ezt az 1221-ben mutatta be (Regula non bullata).
A rend női ágát, a szigorúan zárt életű második rendet, a klarisszákat, Szt. Klára, egy Assisi-beli nemes lány alapította Szt. Ferenc segítségével.
Ferenc 1226-os halálakor már mintegy tízezer ferences élt Európa országaiban.

#### Későbbiek, szakadások
Cortonai Illés (1180–1253) – akit Ferenc távolléte alatt a rend vezetésével megbízott – megszervezte a rendszeres szerzetesi és teológiai képzést. Rendházakat, templomokat is építtetett.
A rend alapszabályainak szigora idővel nagy belső viszályoknak lett okozója, és emiatt a rend több ágra szakadt. Éles viták folytak az alapító által megkívánt és végrendeletében megerősített abszolút szegénység eszményéről.
Már az alapító életében Cortonai Illés megkísérelt a szabályok szigorán enyhíteni, de a rend tagjainál ellenkezésre talált vele.
Cortonai Illés kemény vezetése miatt, az 1239-es káptalan összehívása után maga IX. Gergely tette le tisztségéről.
A ferencesek a kezdetektől fogva eretnek-ellenes tevékenységekben vettek részt, és 1236 körül IX. Gergely pápa a domonkosokkal együtt inkvizítorokká nevezte ki őket.
Egyes templomok mellett rendházak épültek, benne több ferences testvérrel. E házak tagjait a konventuális jelzővel különböztették meg. Azok a ferencesek, akik Ferenc eszményéhez ragaszkodtak, remeteségekben, szétszórva (zelanti) éltek, és nem akartak alkalmazkodni az újfajta életmódhoz. 1250 után az álláspontok megmerevedtek. A belső feszültségeket a skolasztikus filozófus, Bonaventura is igyekezett feloldani. Elgondolásait pápai rendelkezések szentesítették.
A renden belül három különféle felfogás érvényesült :
- A spirituális irányzat, amely az eredeti formákhoz ragaszkodott
- Cortonai Illés mérsékelt irányzata
- Közvetítő irányzat

A II. lyoni zsinat (1272-74) után indult el a spirituális testvérek mozgalma. 
Ők az apostoli szegénységhez ragaszkodva külön társaságot alapítottak, akiket később a nép fraticellik néven nevezett. Azt hirdették, hogy a pápák nem lehetnek az egyház igazi vezetői, mert ellenségei az egyik legnagyobb keresztény erénynek, az anyagi lemondásnak.
XXII. János pápa 1323-ban kiadott iratában eretnektannak nevezte azt az állítást, mely szerint sem Krisztusnak, sem az apostoloknak nem lehetett és nem is volt magántulajdona.
Az egyház a fraticellik ellen az inkvizíció eszközeit vetette be.
V. Kelemen jóváhagyta a konventuális életformát, ugyanakkor engedelmességre és egységre intette a rend minden tagját. XXII. János újra az egységre szólította fel a rend tagjait.
A pápai rendelkezések, a pusztító pestisjárvány (fekete halál), a százéves háború, a rendi fegyelem hanyatlása, mind hozzájárultak a konventuális irányzat megerősödéséhez.
Afrikában, Egyiptomban a koptokat, Abessziniában a monofizitákat térítették. Ázsiában a fő cél Kína meghódítása volt "Krisztusnak", amelyre már a 13. században törekedtek (ld. pl. Montecorvinói Johannes, Pordenonei Odorik).
1335-ben a rendtagok száma elérte a 35 ezret. Mutatkoztak azonban a lazulás, hanyatlás jelei is. A belső megújulás Itáliában született irányzata a regulák pontos megtartását (observantia) sürgette. A francia obszervánsok mozgalmát, ami 1388-ban Mirebeauból indult ki, később Regularis Observantia néven hagyták jóvá. A következő évtizedekben az obszerváns irány gyors terjedése volt tapasztalható.
A rend két nagy ágra oszlott, az obszervánsokra (OFM) és a konventuálisokra (minoriták).

### Újkor
A viszályok hosszú sora után, a szigorú fegyelem hívei (az obszervánsok – a szabályt megtartók) többségben voltak, és a végleges kiegyezés alkalmával 1517-ben X. Leó pápa az obszervánsoknak adta a rend házait. Ekkor (1517) becslések szerint az obszervánsok száma körülbelül 30 ezer fő, a konvetuálisoké kb. 25 ezer fő volt.
Matteo Serafini (Matteo da Bascio) obszerváns szerzetes vissza akart térni a teljes szegénység eredeti eszményéhez és megalakította a kapucinusok rendjét.
Alighogy az Újvilág ismeretes lett Európában, ők már megvetették lábukat Amerikában. 
Ők voltak az első szerzetesrend, amely Mexikóba érkezett és megtelepedett Új-Spanyolország helytartóságában. Utánuk jöttek a jezsuiták, az ágostoniak és a domonkosok. 1531-ben Marcos de Niza ferences megérkezett Santo Domingóba, majd Francisco Pizarro hódítóival Peruba ment és Sebastián de Belalcázarral Quito-ba.
Kelet felé a rend a hitterjesztés terén a Szentföldtől kezdve Perzsián át Kínáig és Japánig működött.
A reformáció idején teljesen kiűzték őket Skandináviából, Hollandiából, Angliából és Németországban a Mainztól északra fekvő területekről.
A felvilágosodás, a jozefinizmus, a francia forradalom idején, továbbá a forradalmat követő háborúk, illetve a szekularizáció során is jelentős veszteségeket szenvedtek.

### Modern kor
1937-ben 25,5 ezer tagjuk volt; a jezsuiták után ekkor a katolikus egyház legerősebb rendje volt.
2000 körül a ferences rend létszáma 17 000 fő volt, akik a világ 49 országában, 110 rendtartományra osztva összesen 2651 rendházban éltek. A legtöbben Olaszországban (3046 fő), az Amerikai Egyesült Államokban (1816 fő), Lengyelországban (1119 fő) és Brazíliában (1111 fő) voltak. A rend által ellátott plébániák száma 2190.
2014 elején a rend létszáma 13 745 fő volt.
A 2020-as évek elején, – további csökkenés után, – a létszámuk világszerte 12 127 fő volt.

## A rend Magyarországon

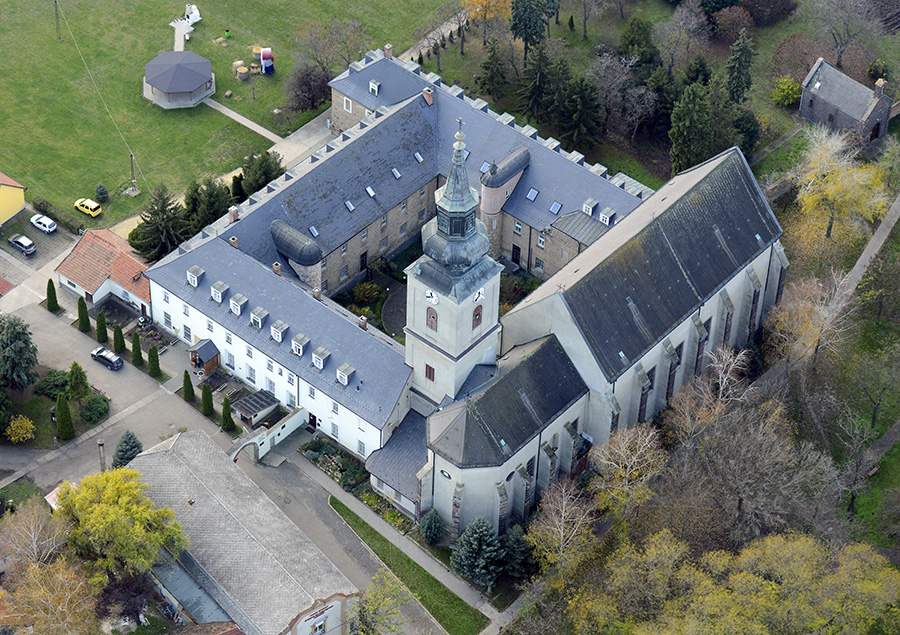
A jászberényi ferences templom és rendház légi felvételen

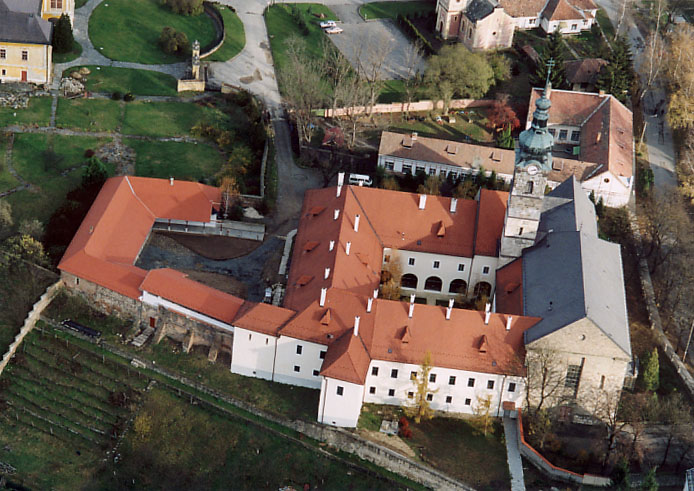
Ferences rendi kolostor, Szécsény

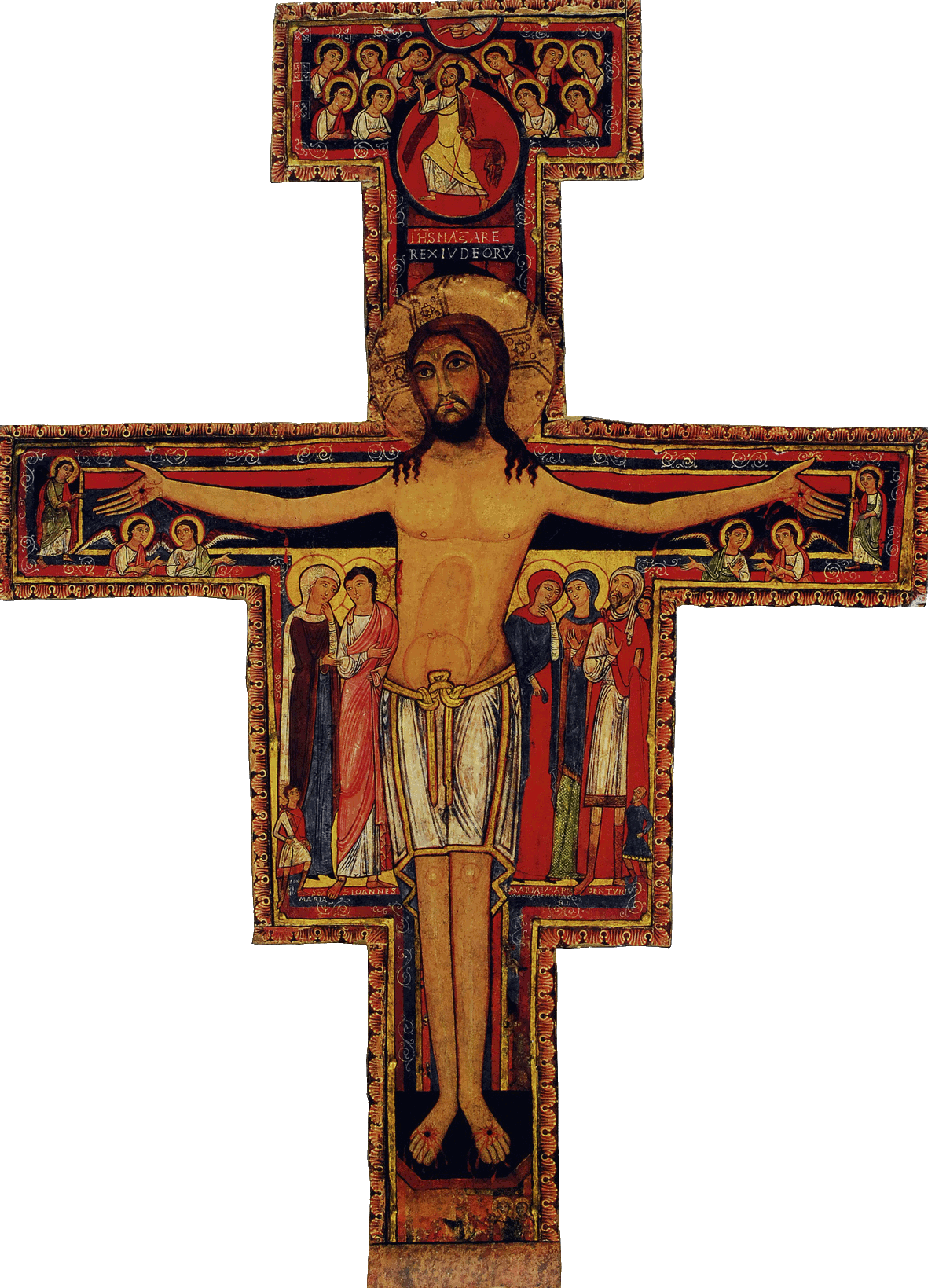
Ferenc hallotta a San Damianó-i kereszt szavát: „Ferenc, nem látod, hogy házam omladozik? Menj tehát és javítsd meg nekem!”
A San Damianó-i kereszt spirituális forradalmat indított a középkorban

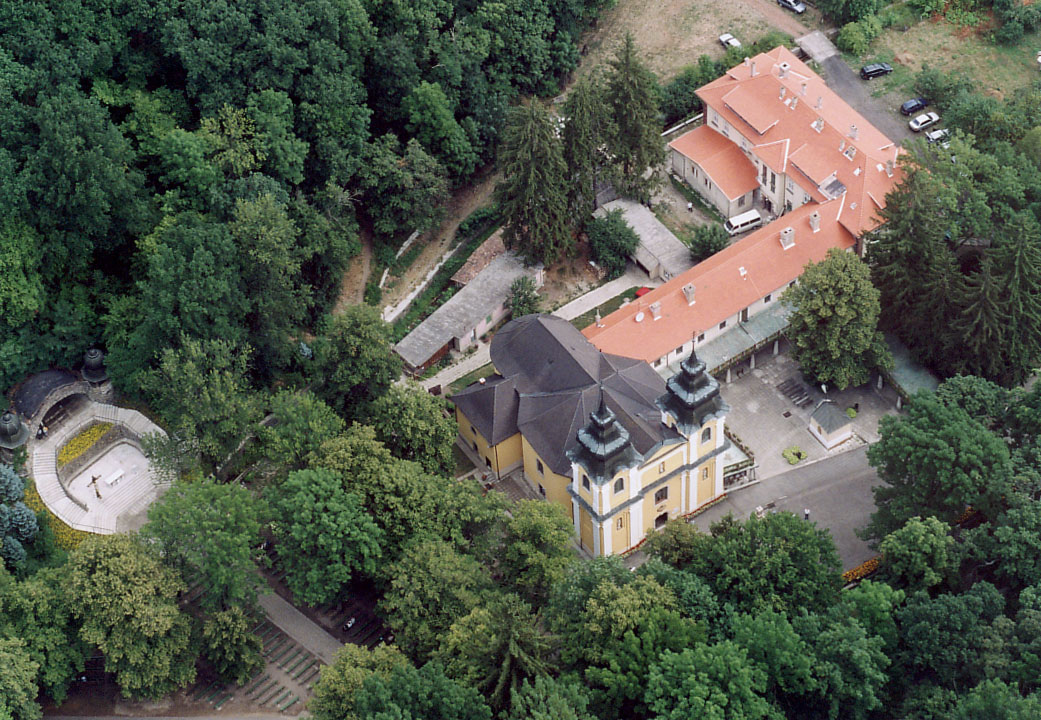
Ferences rendi szentkúti kolostor a bazilikával és a Mátraverebély-Szentkút Nemzeti Kegyhely látképe

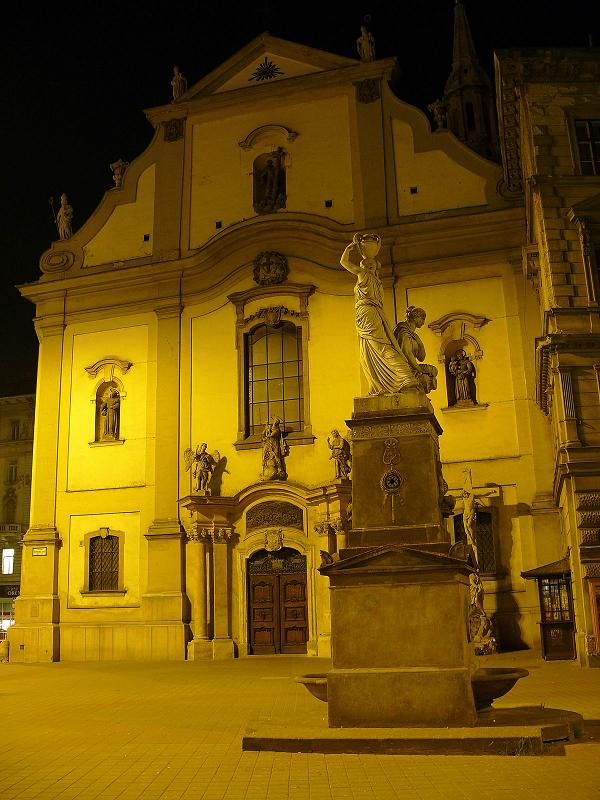
A belvárosi ferences templom a budapesti Ferenciek terén

### Története

#### Középkor
Magyarországon a rend talán már 1224-ben megjelent. Piancarpinoi János provinciálissága idején telepedtek be az első német testvérek.
Első kolostoruk Esztergomban volt; kolostorait nemsokára külön rendi tartománnyá szervezték. Buda első kolostorát körülbelül 1244-ben IV. Béla alatt építették.
A rend következő kolostorai ismeretesek a 13. századból : a budavári, az esztergomi, a győri, a nagyszombati, a nyitrai, a nyúl- (Margit-) szigeti, a (sáros)pataki, pozsonyi, a (székes)fehérvári, a szemennyei, a verőcei, a 14. század elejéről a máriaradnai.
A terjeszkedésben kiváló része volt a rend első tartományfőnökének, Jánosnak, aki IV. Béla kegyeletében részesült. IV. Béla a rendből választotta gyóntatóját, a rend esztergomi kolostorába temettette el magát nejével és ifjabb fiával együtt.
A szerzetesek nagy sikerrel térítették a bosnyák félhitűeket és bogumilokat, ezért IV. Béla áttelepítette őket az Al-Duna vidékére is, ahol különösen az 1363-ban felállított bolgár bánságban működtek sikeresen. Ellenben sikertelenül fáradoztak a szörényi, bánsági, Krassó- és Hunyad megyei oláhok megtérítésén, habár éppen ezért Cseriben (Lugostól, Krassó-Szörény vármegye székvárosától nem messze), Orsován, Karánsebesen és Hátszegen kolostorokat alapítottak számukra. Később az Alvidéken birtokos vagy tisztviselő főurak áttelepítették őket az ország minden részére (Boros-Jenő, Nagy-Bánya, Sárospatak stb.). 1444-ben egy időre, majd 1447-ben végleg elszakadtak a bosnyák ferencrendi tartománytól, és külön magyar rendtartományt alakítottak.
Mátyás király felkérte a ferenceseket, hogy segítsenek keresztény hitre téríteni az országban két évszázada élő, pogány szokásaikhoz azóta is ragaszkodó jászokat. Így Jászberényben 1472-re építettek fel egy nagy méretű gótikus templomot, illetve kolostort.
A rend terméke a legrégibb magyar kódex, a Szt. Ferenc legendáját tartalmazó Jókai-kódex.

#### Újkor
A reformáció idején küzdöttek a protestánsok ellen, és számos hívet térítettek vissza a katolikus egyházba.
A török hódoltság idején az ország a törökök által elfoglalt területén csak a ferencesek végezték a lelkipásztori munkát. A hódoltsági viszonyok közepette létszámbeli föllendülés indult meg.

#### Modern kor
A trianoni békediktátum nyomán a határon kívülre került több kolostoruk. A két világháború között számos új alapítás és jelentős létszámbeli növekedés ellensúlyozza a veszteségeket. 1925-ben 18 rendházban 180 rendtagot számláltak.
A második világháború előtt lelkipásztorkodással, tanítással és evangelizálással foglalkoztak. Esztergomban 1931 óta internátussal egybekötött gimnáziumuk működik. Híres búcsújáróhelyeik: Andocs, Csíksomlyó és Máriagyűd.
1950-ben 26 rendházban 350 rendtagjuk volt. Akkor Magyarországon a rend kolostorait elvették, a szerzeteseket elűzték. 1989-ben a rend több kolostorát visszakapta.
A rendnek Magyarországon jelenleg Budán, Budapest-Rózsadombon, Budapest-Pasaréten, Szentendrén, Esztergomban, Szeged-Alsóvároson, Szécsényben, Gyöngyösön, Mátraházán, Mátraverebély-Szentkúton, Pesten, Zalaegerszegen, Szombathelyen és Sümegen van kolostora, továbbá Kárpátalján Nagyszőlősön.

### Területi szervezete
A rendnek a középkortól fogva több rendtartomány (mariánus, szalvatoriánus, stefanita, ladiszlaita, kapisztránus) működött Magyarországon, amelyek részben területileg különültek el, részben a rend különböző ágaihoz (obszerváns, reformált, sarutlan, rekollektus) tartoztak.
1897-ben XIII. Leó pápa egyesítette a rend különféle ágazatait Kisebb Testvérek Rendje néven, s jelentős szervezeti és a szerzetesi élet mindennapjait átalakító bullát adott ki „Felicitate quadam" kezdettel.
A magyarországi provinciák kezdetben úgy gondolták, hogy ezek a rendelkezések a gyakorlatban nem vagy kevésbé fogják érinteni őket, de a XIII. Leó pápa által kinevezett új generális P. Lauer Alajos 1897. október 15-én életbe léptette az bullát követő konstitúciót.
A provinciák megkísérelték, hogy a római vezetéstől mentességet, enyhítést kapjanak a reformok alól, de ez nem sikerült. A rend vezetősége 1899. június 3. területi és nyelvi egyezőség következtében a következő rendtartományokat hozta létre:
- magyar nyelvű rendtartományok

a Boldogságos Szűz Máriáról nevezett rendtartomány (a Dunántúl és a Felvidék nyugati része)
a Kapisztrán Szent Jánosról nevezett rendtartomány (a Duna-Tisza köze a Délvidék és a Felvidék keleti része)
a Szent István Királyról nevezett rendtartomány (Erdély)
- horvát nyelvű rendtartomány:

a Szent Cirill és Metódról nevezett rendtartomány (Horvát-Szlavónország)
Néhány rendház átkerült az osztrák rendtartományba: Bécs, Maria Enzersdorf, Maria Lanzendorf és St. Pölten és a szalvatoriánus provinciát teljesen felszámolták. (A rendházait a többi rendtartományhoz sorolták.)
A Kapisztrán rendtartomány 2006-ban egyesült a Szűz Máriáról nevezett rendtartománnyal Magyarok Nagyasszonya (Magna Domina Hungarorum) néven. Azóta a szűken vett Magyarország területén egyetlen ferences provincia van.

## A rend belső szervezete
A ferences rend szervezete az alapítás óta nem sokat változott. Ennek oka, hogy a rend a Szentszék közvetlen rendelkezése alatt áll. Így a regula betartásának felügyelete megoldott.
A rend élén az általános rendfőnök (miniszter generális), a rendtartomány (provinciák) élén a rendtartományfőnök (miniszter provinciális) áll. A rendtartomány őrségekre (kusztódia) oszlik, melynek élén az őr (kusztos) áll. Az őrt mindig másik kusztiódából választják.
A kolostor élén áll a guardián (gvárdián, gárgyán, papgazda).
Az általános rendfőnököt az általános káptalan (rendtartományfőnökök összessége), a rendtartományfőnököt a káptalan (rendi gyűlés) választja.
A rendi szervezetben fontos szerepük van a definítor generálisoknak akik az általános rendfőnököt segítik munkájában.
A tisztségek betöltőit bizonyos időre választják (általában 3 évre).

## A ferences rend ágai

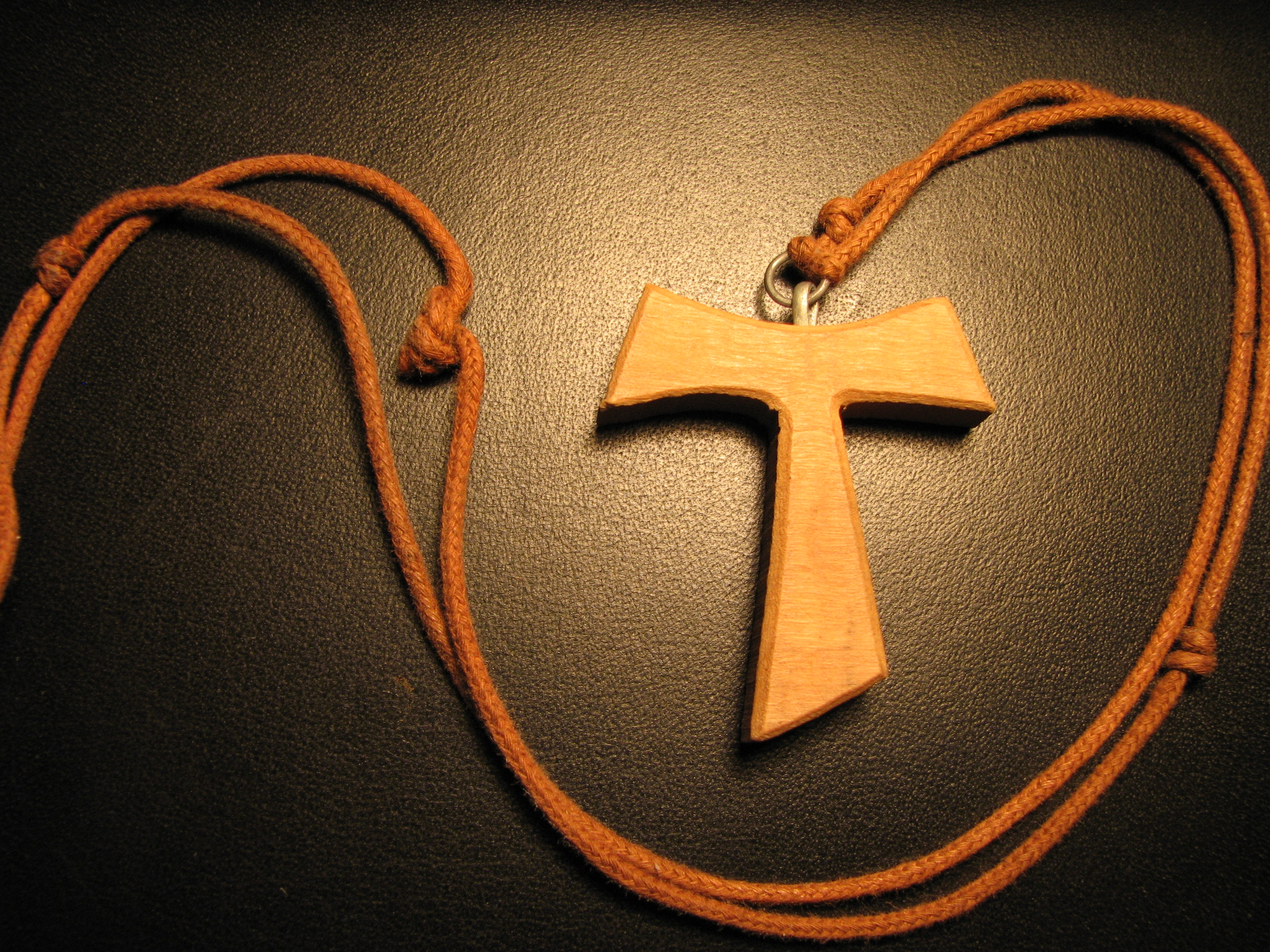
Tau kereszt, a ferencesek jelképe

Szent Ferenc Első Rendje – Szent Ferenc regulája szerint élő szerzetesek, 1223 óta létezik.
- Kisebb Testvérek Rendje – Ordo Fratrum Minorum (OFM)
- Konventuális Kisebb Testvérek (Minoriták) (OFM Conv.)
- Kapucinus Kisebb Testvérek (Kapucinusok) (OFM Cap.)

Szent Ferenc Második Rendje – a ferences rend női ága, melyet Szent Klára és Szent Ferenc alapított 1212-ben.
- Közismert nevük Szent Klárára utal – klarisszák
- "Szécsény Ágacskája" Klarissza Remeteség – Ordo Sanctae Clarae (OSC)

Szent Ferenc Harmadik Rendje – az első és a második rend mellett alapított harmadik közösség.
- Ferences világi rend – Ordo Franciscanus Secularis (OFS)
- Reguláris Harmadik Rend

## Nevezetes ferencesek
A ferencesek közül egész sor gondolkodó került ki: Roger Bacon, Duns Scotus, William Ockham, Raimundus Lullus és mások. Közülük egyeseket az egyházi hatóságok üldöztek.
Magyarok, ill. Magyarországon működők: Kapisztrán Szt. János, Temesvári Pelbárt, Laskai Osvát, Tomori Pál, Böjte Csaba, Barsi Balázs.